# Zosinek (Zielonka)
Zosinek – dawniej samodzielna osada, obecnie część Zielonki, w województwie mazowieckim, w powiecie wołomińskim. Leży we wschodniej części zabudowanego obszaru Zielonki, przy granicy z Kobyłką.
W latach 1867–1928 parcela w gminie Radzymin, a 1928–1954 w gminie Kobyłka w powiecie radzymińskim. 20 października 1933 utworzyła gromadę w granicach gminy Kobyłka, składającą się z osady Zosinek, kolonii Janmarki i cegielni Zielonka.
Od 1 lipca 1952 w powiecie wołomińskim. Tego samego dnia włączony do gminy Zielonka.
W związku z reorganizacją administracji wiejskiej jesienią 1954 Zosinek wszedł w skład gromady Zielonka.
1 stycznia 1956 gromadę Zielonka przekształcono w osiedle, przez co Zosinek stał się integralną częścią Zielonki, a w związku z nadaniem Zielonce praw miejskich 31 grudnia 1960 – częścią miasta.